# Montà
Pour les articles homonymes, voir Monta.
Montà ou Montà d'Alba est une commune italienne de la province de Coni dans la région Piémont en Italie.

## Administration
| Période                                  | Période | Identité      | Étiquette     | Qualité |
| ---------------------------------------- | ------- | ------------- | ------------- | ------- |
| 1985                                     | 1990    | Valsania Vito | liste civique |         |
| Les données manquantes sont à compléter. |         |               |               |         |

### Communes limitrophes
Canale, Cellarengo, Cisterna d'Asti, Ferrere, Pralormo, Santo Stefano Roero, Valfenera.